# 물부추속
물부추는 물부추속(Isoetes) 양치식물의 총칭이다. 부추나 산달래와 같은 원기둥 모양의 잎이 덩이줄기로부터 뭉쳐나는 수생 식물이다. 잎의 길이는 20-60m 정도이며, 그 안쪽에 포자낭이 생긴다. 뿌리줄기는 3가닥의 덩어리 모양이며, 그 하반부는 담근체이다. 잎 밑부분에 소설이 있는 것으로 보아 부처손과와 근연종임을 알 수 있다. 또한, 중생대 트라이아스기의 화석 플레우로메이아, 백악기의 화석 나소르스티아나, 최근에 안데스 산속의 습원에서 발견된 스틸리테스를 비교하면 물부추류가 석탄기의 인목류에서 유래되었다는 것을 알 수 있다.  이 중, 플레우로메이아의 담근체는 덩어리 모양으로, 줄기 꼭대기에는 포자낭 이삭이 있다. 높이 1-2m, 폭 10 cm 정도이다. 나소르스티아나는 높이 5–10 cm, 폭 2 cm 정도로 이보다 더 작다. 포자낭 이삭이 생기지 않고, 잎 밑부분에 포자낭이 있다. 한편, 스틸리테스는 줄기가 곧게 뻗어 자라 10-20cm나 되며, 1,2회에 걸쳐 2차 분지한다. 잎은 로제트 모양으로 뭉쳐나며, 높이 3.3–7 cm, 폭 0.7-1.3cm이다.

## 일부 종
| - I. alpina - I. andicola - I. appalachiana - I. bolanderi - I. brochonii - I. durieui - I. echinospora | - I. engelmannii - I. flaccida - I. gemmifera - I. histrix - I. howellii - I. lacustris - I. louisianensis | - I. melanospora - I. nuttallii - I. tegetiformans - I. tenella - I. tenuissima - I. valida |

## 계통 분류
다음은 2019년 현재 제안된 석송류의 계통 분류이다.<
| 석송강   | 석송목                                                |
|          | 석송목                                                |
| 물부추강 | \| \| 물부추목 \| \| \| \| \| \| 부처손목 \| \| \| \| |
|          | \| \| 물부추목 \| \| \| \| \| \| 부처손목 \| \| \| \| |
|          | 물부추목                                              |
|          |                                                       |
|          | 부처손목                                              |
|          |                                                       |

|  | 물부추목 |
|  |          |
|  | 부처손목 |
|  |          |